# Коприва (Сежана)
Коприва (словен. Kopriva, итал. Capriva) је насељено место у општини Сежана, Обално-крашка регија, Словенија.

## Историја
До територијалне реорганизације у Словенији била је у саставу старе општине Сежана.

## Становништво
У попису становништва из 2011. године, Коприва је имала 175 становника.
| Број становника према пописима | Број становника према пописима | Број становника према пописима |
| ------------------------------ | ------------------------------ | ------------------------------ |
| 1991                           | 2002                           | 2011                           |
| 182                            | 168                            | 175                            |

## Галерија
- унутрашњост цркве
- железничка станица